# Розсіяний (фільм)
«Розсіяний» (фр. Le distrait) — французька кінокомедія 1970 року за участю П'єра Рішара, Бернара Бліє і Марі-Кристин Барро. Режисерський дебют Рішара. 

## У ролях
- П'єр Рішар — П'єр Малакє
- Бернар Бліє — пан Гітон
- Марі-Кристін Барро — Ліза Гастьє
- Марія Паком — Гліція Малакє
- Робер Дальбан — Мазлєн
- Ромен Бутель — Корбель
- Катрін Самі — Кларисса Гітон
- Франсуа Местр — пан Гастьє
- Мішлін Луччіоні — пані Гастьє
- Поль Пребуа — представник виробництва зубної пасти «Клерден»
- Патрік Брікар — Дідьє
- Фанні Гєлар — Франс
- Ганн-Марі Бло — Вероніка Гастьє
- Ів Робер — сусід П'єра

## Сюжет
П'єр Малакє  — творчий та дуже розсіяний хлопець, що живе у світі мрій і постійно потрапляє в курйозні ситуації. За рекомендацією матері він найнятий у рекламне агентство «Жеріко». Повний нісенітних ідей, він втручається у всі справи і намагається все переробити на свій лад. Його рекламні відеоролики скидаються на фільми жахів, чорний гумор присутній у всіх його роботах. Він переконаний, що «шокова» реклама — найефективніша і найсучасніша. Його дії дивують і дратують співробітників, але, на їх великий подив, суворий бос пан Гітон спускає П'єрові всі його витівки, оскільки він є в секретних відносинах з матір'ю Малакє, Гліцією.  
В офісі «Жеріко» П'єр знайомиться з молодою і чарівною секретаркою Гітону, Лізою Гастьє, яка є дочкою одного з важливих клієнтів рекламного агентства. П'єру доручено віднести панові Гастьє контракт для підписання. Однак П'єр, як завжди, все плутає і замість того, щоб іти до його офісу, приїжджає додому Гастьє, де в повному розпалі вечірка. Своєю незвичайною поведінкою він відразу привертає увагу присутніх. Молодша дочка Гастьє, Вероніка, вирішує проучити П'єра, але в результаті сама опиняється в ніяковому становищі. Пан Гастьє, так і не дочекавшись П'єра в офісі, приїжджає додому і, знайшовши там П'єра, влаштовує сварку й викидає його з будинку. 
Молода дружина пана Гітона, Кларісса, намагається спокусити П'єра в оранжереї, але це закінчується черговим курйозом — коли П'єр намагається її роздягнути, її волосся застряває в застібці, і він, на жах Кларісси, коротко обрізає волосся секатором.  
Незабаром у нього з'являється перший клієнт — дивакуватий і розсіяний виробник зубної пасти «Клерден». Під час прогулянки з Лізою у П'єра з'являється ідея рекламування зубної пасти на вулиці. За сценарієм вродлива блондинка йде по вулиці і раптом непритомніє. Її оточують перехожі й починають сперечатися про те, як її допомогти. Раптом з'являється симпатичний парубок, який робить їй штучне дихання. Дівчина миттю опам'ятовується і захоплено питає: «Клерден?», на що парубок відповідає ствердно, й потім вимовляється рекламний слоган. Ця кампанія закінчується бійкою серед охочих зробити дівчині штучне дихання й скандалом в пресі. Наступним проектом П'єра стала реклама мішків для зберігання целофанових пакетів «Плістакс», що включала розбивання яєць об голови на вулиці й також закінчилася масовими колотнечами. 
Пан Гітон як і раніше терпить витівки П'єра, в приступі гніву заспокоюючи себе спогадами про романтичні миті з Гліцією. Але і він втрачає терпіння після чергового скандалу. П'єр знімає занадто шокуючий рекламний кліп препарату для поліпшення травлення, в якому сам з'являється в ролі вампіра. Ліза переконує його не транслювати цій ролик, але плівка із його записом випадково потрапляє на телебачення. Обурені телеглядачі збираються біля будівлі рекламної компанії та влаштовують мітинг протесту. Гітон розуміє, що це може остаточно зруйнувати репутацію агентства й на екстреній зустрічі керівництва з клієнтами ухвалює рішення звільнити Малакє, що доводить Лізу до розпачу. Вона кидається шукати П'єра скрізь і приїжджає до його хати, але не знаходить його там. Тим часом П'єр, атакований розлюченими демонстрантами по дорозі в агентство, бачить великий рекламний постер із зображенням гарної дівчини у ванні, уявляє Лізу на її місці і несподівано розуміє, що він закоханий в Лізу. Це захоплює його, і він починає шукати Лізу всюди, як завжди потрапляючи в комічні ситуації. У результаті він знаходить її в своєму будинку в ванні й емоційно признається їй в коханні.  
Мати П'єра переконує Гітона дати йому ще один шанс, і той вирішує відправити його разом з Лізою працювати в США. Перед зльотом, знаходячись на борту літака, П'єр раптом йде шукати туалет і в результаті покидає літак, який потім відлітає без нього. П'єр кидається наздоганяти літак. Голос за кадром цитує «Характери» Жана де Лябрюєра, і на цьому фільм закінчується.